# Faust (film 1922 Francia)
Faust è un film muto del 1922 diretto da Gérard Bourgeois.
La pellicola si basa sull'omonima opera di Goethe.

## Trama
Un uomo: il dottor Faust fa un patto col diavolo Mefistofele per avere la conoscenza assoluta in cambio della sua ragazza Margherita.
Ben presto Faust capisce di aver commesso un'azione orribile sfidando i limiti del piacere e della ragione umana imposti da Dio.